# Життя пройшло повз
«Життя пройшло повз» — радянський художній фільм 1959 року режисера Володимира Басова, знятий на кіностудії «Мосфільм».

## Сюжет
Фільм розповідає про життя злодія-рецидивіста Акули. Він біжить з колонії і намагається продовжити своє злодійське ремесло. Але для цього йому потрібна допомога старих дружків — він відправляється їх розшукувати. Проте минув час і ніхто з них не хоче згадувати минуле і знову вставати на слизький шлях. Один з них — Інокентій Степанов (Юрій Саранцев), який працює в комсомольській бригаді на будівництві.

## У ролях
- Григорій Гай —  Микола «Акула»
- Юрій Саранцев —  Інокентій Степанов
- Ігор Бєзяєв —  Ігорьок
- Віталій Бєляков —  Васька «Кіт»
- Микола Боголюбов —  підполковник Панін
- Гліб Стриженов —  Петька-артист
- Римма Шорохова —  дружина Інокентія Степанова
- Лілія Толмачова —  Ніна
- Анатолій Ведьонкін — епізод
- Леонід Довлатов —  ув'язнений виправно-трудової колонії
- Станіслав Коренєв — епізод
- Єлизавета Кузюріна —  Мотря Прохорівна
- Леонід Марков —  «Черв'як»
- Федір Одиноков —  «Навідник»
- Олена Понсова —  Смирнова
- Валентин Брилєєв —  Санька-пухир
- Володимир Корєнєв — епізод

## Знімальна група
- Автори сценарію: Маро Єрзинкян, Платон Набоков
- Режисер:  Володимир Басов
- Оператор:  Сергій Полуянов
- Композитор:  Михайло Зів